# Grkaveščak
Grkaveščak – wieś w Chorwacji, w żupanii medzimurskiej, w gminie Sveti Martin na Muri. W 2011 roku liczyła 72 mieszkańców.